# Adventures in Foam
Adventures in Foam è il primo album discografico in studio del DJ brasiliano Amon Tobin, pubblicato sotto il nome Cujo (unica pubblicazione con questo pseudonimo) nel 1996.

## Tracce
1. Adventures In Foam intro – 1:49
2. Cat People - 5:55
3. Northstar - 6:09
4. Fat Ass Joint - 5:42
5. Ol' Bunkhouse - 5:47
6. Paris Streatham - 4:57
7. A Vida - 4:07
8. Traffic - 5:52
9. Reef's Edge (Interval) - 1:59
10. The Sighting - 4:33
11. Break Charmer - 4:09
12. The Method - 6:26
13. On The Track - 5:43
14. Cruzer - 14:28

CD 2 presente nell'edizione 2002 (Ninja Tune)
1. The Brazilianaire - 6:20
2. 4 or 6 - 5:40
3. Mars Brothers - 5:06
4. Popsicle - 4:37
5. The Light - 5:15
6. The Sequel - 7:52